# Ante Brkić
Ante Brkić est un joueur d'échecs croate né le 31 mars 1988 à Stari Mikanovci.
Au 1er septembre 2021, il est le deuxième joueur croate avec un classement Elo de 2 621 points.

## Biographie et carrière
Ante Brkić remporta la médaille d'argent au championnat du monde des moins de 12 ans en 2000.
Il obtint le titre de grand maître international en 2007.
En 2010 et 2011, il remporta le championnat national de Croatie.
Ante Brkić a représenté la Croatie au deuxième échiquier lors des olympiades de 2004, 2006, 2012 et 2018 (5 points sur 8 au quatrième échiquier),.
Avec la Croatie, il remporta la Mitropa Cup en 2004 et deux médailles d'or individuelles en 2005 et 2006.
En 2015, il finit 22e du championnat d'Europe d'échecs individuel avec 7,5 points sur 11, ce qui le qualifiait pour la Coupe du monde d'échecs 2015 à Bakou, où il fut éliminé au premier tour par Laurent Fressinet.
Lors de la Coupe du monde d'échecs 2021, il bat le Colombien Sergio Barrientos au premier tour, puis l'Ukrainien Youriï Kryvoroutchko au deuxième tour, l'Émirati Saleh Salem au troisième tour et est battu au quatrième tour (seizième de finale) par l'Arménien Haïk Martirossian.
| Année | Lieu   | Résultat                            | Ultime adversaire | Adversaires battus                                  |
| ----- | ------ | ----------------------------------- | ----------------- | --------------------------------------------------- |
| 2015  | Bakou  | premier tour                        | Laurent Fressinet |                                                     |
| 2021  | Sotchi | seizième de finale (quatrième tour) | Haïk Martirossian | Sergio Barrientos, Youriï Kryvoroutchko Saleh Salem |
| 2023  | Bakou  | deuxième tour                       | David Howell      | Carlos Matamoros Franco                             |